# Municipio de Tequila (Veracruz)
El municipio de Tequila se encuentra en el estado mexicano de Veracruz. Es uno de los 212 municipios de la entidad y tiene su ubicación en la región montañosa de la zona centro del estado. Su cabecera es la localidad de Tequila. Sus coordenadas son 18°43′45.04″N 97°4′15.56″O / 18.7291778, -97.0709889 y cuenta con una altura de 1660 m s. n. m.
El municipio lo conforman 37 localidades en las cuales habitan 12.206 personas.

## Límites
- Norte: Ixtaczoquitlán, Magdalena y San Andrés Tenejapan
- Sur: Atlahuilco, Los Reyes y Zongolica
- Este: Zongolica
- Oeste: Soledad Atzompa

## Clima
El clima de este municipio es templado-húmedo extremoso, con una temperatura media anual de 18 °C, lluvias abundantes en verano y principios de otoño, con menor intensidad en invierno(frío).

## Agricultura
Se cultiva principalmente maíz y café productos de gran calidad.

## Religión
La mayor parte de la población pertenece a la Religión Católica. El municipio como tal pertenece al Decanato de Tequila de la Diócesis de Orizaba sufragánea de la Arquidiócesis de Xalapa.

## Cultura
Tequila celebra sus fiestas el 29 de junio con eventos religiosos en honor a San Pedro, patrono del lugar. Los días 1 y 2 de noviembre, Día de Todos los Santos y Día de los Muertos. El 12 de diciembre celebran en honor de la Virgen de Guadalupe y festividad de Santo Cristo.